# توم روب
توم روب (بالإنجليزية: Tom Robb)‏ هو موسيقي أمريكي، ولد في 12 يوليو 1948 في باسيك في الولايات المتحدة، وتوفي في 6 مارس 2006 في ناشفيل في الولايات المتحدة.